# プロレス (任天堂)
『プロレス』は、1986年10月21日に任天堂から発売された、ファミリーコンピュータ ディスクシステム用ゲームソフトである。

## 概要
タイトル通り、プロレスを題材としたゲーム。プレイヤーは6人の個性的なレスラーの中から1人選び、FWA（FAMICOM WRESTLING ASSOCIATION）とFWF（FAMICOM WRESTLING FEDERATION）の2冠王となるためにシングルマッチを戦い抜くことが目的となる。
プレイヤー以外の5人に勝ち抜くとFWAの王者となり、その後は5人を相手に防衛戦を戦う。最後にFWFの王者であるグレート・プーマ相手のタイトルマッチとなり、それに勝てばエンディングとなる。本作にはセーブ機能が無い為、プレイヤーは途中でやめることはできない。勝敗は3カウントによるピンフォールか、場外での20カウントによるリングアウト、コーナーポストによじ登った状態での5カウントによる反則負けでのみ決着が付く。技はバックドロップをはじめとしていくつか存在し、技をかけるタイミングとボタン連打が重要となる。一部の技は相手の体力が多いとうまくかけられず、投げ返されることもある。各レスラーは固有の必殺技を持つ。
日本国内ではディスクライターでの累計書き換え回数が第5位を記録、北米や欧州でもNES対応ソフトとして発売され、特に北米では人気があり、2か月連続で売り上げ1位を記録したという。

## 基本操作
十字キー：移動、→→or←←でダッシュ

相手と組みあっていない状態

Aボタン：ローリングソバット※1、（ダッシュ中）ラリアット※2、（ダウン中の相手の近くで）ピンフォール、（場外ダウン中の相手に自分も場外へダッシュ中）プランチャー、（コーナーポストによじ登った状態で）フライングボディアタック

Bボタン：ジャブ※1、（ダッシュ中）ジャンピングニーパット、（ダウン中の相手の近くで）相手を強制的に起き上がらせる、（コーナーポストによじ登った状態で）フライングニードロップ

相手と組みあった状態

十字キー↑＋Aボタン：ブレーンバスター※3

十字キー→or←＋Aボタン：バックドロップ※4

十字キー↓＋Aボタン：パイルドライバー※5

十字キー↑or↓orニュートラル＋Bボタン：ボディスラム

十字キー→or←＋Bボタン：ハンマースルー

## 登場レスラー
| No. | 名前                                 | ニックネーム             | 出身国           | 誕生日        | 身長          | 体重              | 必殺技 | 備考 |
| --- | ------------------------------------ | ------------------------ | ---------------- | ------------- | ------------- | ----------------- | --- | --- |
| 1   | ファイターハヤブサ FIGHTER HAYABUSA  | 不屈の戦士               | 日本             | 1951年9月18日 | 187cm         | 230ポンド         | エンズイギリ | オーソドックスなスタイルで、基本技は全て使用可能。 必殺技は１つしかなくしかも外すと自分にダメージが返ってくる為使い辛いが、 その代わり決まった時の威力が高い。                                             |
| 2   | スターマン STARMAN                   | 遊星から来た鳥人         | メキシコ（推定） | 不明          | 190cm         | 220ポンド         | サマーソルトキック フライングクロスチョップ                                                                        | ピンクの体で、顔に青い星のマークがある。 ２つある必殺技の内、フライングクロスチョップは外すと自分にダメージが返ってくるが、 特定条件でダウン中の相手にもヒットさせることが可能。                           |
| 3   | キン・コン・カーン KIN CORN KARN     | 全身凶器の空手ファイター | 韓国             | 1942年8月4日  | 186cm         | 280ポンド         | モンゴリアンチョップ カラテキック                                                                                  | 頭に帽子のようなものを載せている。 相手と組みあった状態での基本技は全て使用可能。 |
| 4   | ジャイアント・パンサー GIANT PANTHER | 人間最終兵器             | アメリカ合衆国   | 1952年11月5日 | 199cm         | 320ポンド         | アイアンクロー ヘッドバット                                                                                        | 褐色の肌に金髪。プレイヤーがキング・スレンダーの場合FWAチャンピオンになる。 |
| 5   | ジ・アマゾン THE AMAZON              | 眠りから覚めた半魚人     | 不明             | 不明          | 185cm         | 230ポンド         | かみつき 凶器攻撃                                                                                                  | 半魚人のような姿。 凶器攻撃はカウントを取られるが、 5カウント以内に必ず終わるのでこれによる反則負けになることはない。                                                                                      |
| 6   | キング・スレンダー KING SLENDER      | 冷血戦闘鬼2世            | アメリカ合衆国   | 1961年2月9日  | 195cm         | 280ポンド         | シュミット式バックブリーカー                                                                                       | 色白で長髪。FWAチャンピオン。基本技は全て使用可能。 必殺技は1つしかないが、Aボタン1つで出せる（十字キーはニュートラル）。                                                                                  |
| 7   | グレート・プーマ GREAT PUMA          | パーフェクトレスラー     | ベネズエラ       | 不明          | 192cm（推定） | 250ポンド（推定） | ランニング・ネックブリーカー・ドロップ サマーソルトキック シュミット式バックブリーカー アイアンクロー ヘッドバット | ピューマの覆面を被った最強のレスラー。 多彩な技を使いこなす。 CPU専用でプレイヤー使用不可、最終戦の相手としてのみ登場。 FWFチャンピオン。 ランニング・ネックブリーカー・ドロップは彼のみが使う専用必殺技。 |

## 他機種版
| No. | タイトル                                      | 発売日        | 対応機種        | 開発元 | 発売元 | メディア     | 型式 | 売上本数 | 備考 |
| --- | --------------------------------------------- | ------------- | --------------- | ------ | ------ | ------------ | ---- | -------- | ---- |
| 1   | ファミリーコンピュータ Nintendo Switch Online | 2018年9月19日 | Nintendo Switch | 任天堂 | 任天堂 | ダウンロード | -    | -        |      |

## 開発
本作のデザイナーである増田雅人によると、本作は増田とグラフィックデザイナーとの2人体制で開発が進められ、ゲームシステムとプログラムは増田が担当している。増田は当時全日本プロレスを主に観戦しており、ジャイアント馬場とアブドーラ・ザ・ブッチャーの試合を見てインパクトを受け、悪役レスラーの重要性を考慮して本作でも「ジ・アマゾン」というレスラーを登場させたという。
増田は後にヒューマンより発売されたPCエンジン用ソフト『ファイヤープロレスリング コンビネーションタッグ』（1989年）を手掛ける事となり、その後『ファイヤープロレスリングシリーズ』として続編が発売されていく事となった。

## 評価
- ゲーム誌『ファミコン通信』のクロスレビューでは合計30点（満40点）でシルバー殿堂入りを獲得した[14]。

- ゲーム誌『ファミリーコンピュータMagazine』の読者投票による「ゲーム通信簿」での評価は以下の通りとなっており、18.57点（満25点）となっている[15]。

| 項目 | キャラクタ | 音楽 | 操作性 | 熱中度 | お買得度 | オリジナリティ | 総合  |
| 得点 | 3.29       | 3.86 | 4.09   | 3.45   | -        | 3.88           | 18.57 |

- アメリカ合衆国のゲーム誌『Computer Gaming World』では、1988年度のベストスポーツゲームに本作を挙げており、「リアルなグラフィック、ノンストップのアクション性、およびリアルなレスリングを展開する。本作はプロレスを本当に理解した上でシミュレーションした唯一のレスリング・ゲームである」と評している[16]。
- ゲーム本『プロレススーパーゲーム列伝』（2001年、ソニー・マガジンズ）では、「従来のプロレスゲームと比べ、格段にプロレスとゲームの融合が進んでいます。まさに、『ファイプロ』の原点がここにある」としながらも、本作の欠点として「『ファイプロ』との唯一にして最大の相違点とは、現実のプロレスとの接点の多さ。『ファイプロ』があきらかにプロレスファンをターゲットにしているのに対し、本作のレスラーは想像の産物。架空のレスラーでは実際に闘っている情景が想像できず、いまいちのめり込めない。おのずと画面の中のレスラーは、ゲームのキャラとしか認識できず、ディープなプロレスファンにはもの足りなさが残る」という部分を上げている。最終的には「ハード性能や状況などの制限があるなか、どこまでも生真面目にプロレスを再現しようとした結果が本作であり、それは後のプロレスゲームへ続く一歩として、確実に意義があったに違いありません」と評している[12]。